# Німчук Василь Васильович
Васи́ль Васи́льович Німчу́к (6 липня 1933, Довге, Підкарпатська Русь, Чехословаччина — 26 листопада 2017, Довге, Закарпатська область, Україна) — український мовознавець, доктор філологічних наук, професор, завідувач відділу історії та граматики Інституту української мови Національної академії наук України, член-кореспондент НАН України.

## Життєпис
Василь Німчук народився 6 липня 1933 року в селі Довге, тепер Іршавського району Закарпатської області.
У 1955 році закінчив Ужгородський університет. З 1958 року працював в Інституті мовознавства НАН України, а з 1991 — в Інституті української мови НАН України. З 1998 до 2008 року — директором.
Дослідник давньоруської та старослов'янської мов, історії, діалектів та ономастики української мови, історії української літературної мови, історії української лінгвістики, проблем української мови як конфесійної тощо.

## Творчий доробок
Серед наукового доробку — понад 500 праць.
Коло наукових зацікавлень: палеославістика, історія української мови, слов'янська ономастика, українська діалектологія та глотогенез, історія українського мовознавства, проблеми українського правопису, українське джерелознавство та археографія.
Автор монографій «Староукраїнська лексикографія в її зв'язках з російською та білоруською» (1980), «Мовознавство на Україні в XIV—XVII ст.» (1985), «Давньоруська спадщина в лексиці української мови» (1992).

Конгрес МАУ 2005 у Донецьку. Співголови секції В. Німчук та
Л. Онишкевич (у центрі) слухають доповідь А. Грищенка (фото з 2005 р.)

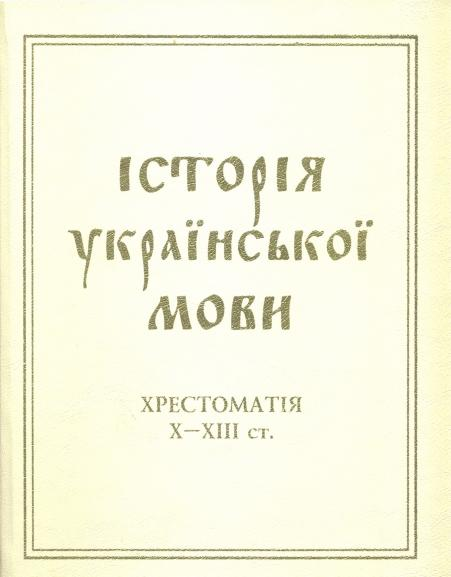
Василь Німчук. Хрестоматія з історії української мови Х—ХІІІ ст. (2015)

Один з авторів праць: «Словник гідронімів України» (1979), «Історія української мови. Морфологія» (1978), «Історія української мови. Синтаксис» (1983), «Історія української мови. Лексика і фразеологія» (1983), «Жанри і стилі в історії української мови» (1989) та ін. Відп. редактор «Історії української мови. Морфології» (1978), «Історії української мови. Фонетики» (1979).
Підготував до видання й дослідив низку пам'яток української мови, зокрема «Лексис…» (1964) і «Грамматіку словенску» (1980) Лаврентія Зизанія, «Лексикон словенороський» Памва Беринди (1961), «Синоніму славенороскую» (1964), «Лексикон латинський» Єпіфанія Славинецького та «Лексикон словено-латинський» Єпіфанія Славинецького й Арсенія Корецького-Сатановського (обидві — 1973), «Граматику слов'янську…» Мелетія Смотрицького (1979) та ін. Ініціював видання пам'яток української мови, історії України: «Ділова мова Волині і Наддніпрянщини» (1981), «Книга Київського підкоморського суду (1584—1644)» (1991), «Актова книга Житомирського уряду 1695 р.» (1998), «Волинські грамоти XVI ст.» (1995), «Гисторія…» Г. Граб'янки «Літописъ краткій…» (2001), «Євсевієве Євангеліє 1283 року» (2001), «Пересопницьке Євангеліє (1556—1561)» (2001), Смотрицький Г. «Ключ Царства Небесного», «Історія українського правопису XVI–ХХ століття: Хрестоматія» (2004) та ін.
Василь Німчук дослідив і опублікував «Київські глаголичні листки» (1983). Підготував до видання текст «Слова о полку Ігоревім» і примітки до нього (1977), факсимільне видання «Київських глаголичних листків», найповніше зібрання пам'яток української мови найдавнішого періоду (Х—XIII ст.) — «Хрестоматія з історії української мови Х—ХІІІ ст.» (2015).
Німчукові належать дослідження мови творів Василя Довговича, Олександа Духновича, мовознавчої спадщини Олексія Павловського, Агатангела Кримського, Павла Білецького-Носенка.
Під керівництвом Василя Німчука розроблено проєкт правопису 1999 року.
Німчук був членом редколегії та одним з авторів енциклопедії «Українська мова» (2000), засновником і головним редактором наукового журналу «Українська мова» (2001).

## Вшанування пам'яті
- 2022 року на філологічному факультеті Ужгородського національного університету відкрито Бібліотеку академіка Василя Німчука, до якої за заповітом науковця потрапили його книжки й архіви. Колекція нараховує 4915 одиниць. З них 4032 — книги, решту становлять журнали, CD, дисертації тощо.[1]
- У 2023 році вулиця, названа його іменем, з'явилася в місті Ужгород.
- У липні 2023 року в селі Довге на Закарпатті відкрито меморіальну дошку.

## Нагороди, премії та звання
- Премія АН УРСР ім. І. Я. Франка (1985);
- Ювілейна медаль П. Й. Шафарика (1995);
- Всеукраїнська премія імені Івана Огієнка в галузі науки (2003);
- Почесна грамота Верховної Ради України (2013);
- Почесний доктор Прикарпатського національного університету імені Василя Стефаника (2014).

## Друковані праці
- Праці Німчука Василя Васильовича | Електронна бібліотека Україніка
- Праці Німчука Василя Васильовича | Електронна бібліотека Чтиво
- Василь НІМЧУК. Мовознавство на Україні в XIV—XVII ст. — Київ: Наукова думка, 1985. (читати он-лайн, скан)
- Історія українського правопису XVI—XX століття. Хрестоматія / Упоряд.: В. В. Німчук, Н. В. Пуряєва; Передмова В. В. Німчука; Комент. та приміт. Н. В. Пуряєвої. — Київ: Наукова думка, 2004. — 582 с. — (Проект «Наукова книга»). — ред. — ISBN 966-00-0261-0 (файл djvu; PDF-файл; передмова В. В. Німчука он-лайн)
- Київські глаголичні листки — найдавніша пам'ятка слов'янської писемності / В. В. Німчук ; АН УРСР, Ін-т мовознав. ім. О. О. Потебні. — К. : Наукова думка, 1983. — 139 с. — Назва обкл. : Київські глаголичні листки. — Бібліогр.: с. 93–102. — 3000 пр. (PDF-файл)
- Ділова мова Волині і Наддніпрянщини XVII ст. (збірник актових документів) / Академія наук Української РСР, Інститут мовознавства ім. О. О. Потебні; підготували до видання В. В. Німчук [та ін.]. — К. : Наукова думка, 1981. — 316 с. (файл-DjVu)
- Український «Отче наш»: Хрестоматія перекладів / Василь Німчук, Наталія Пуряєва. — К. : Грані-Т, 2013. — 228. — ISBN 978-966-465-393-7 (зміст)
- Про сучасну українську тлумачну лексикографію // Українська мова. 2012. — № 3. — С. 3–30. (PDF-файл)
- Хрестоматія з історії української мови Х–XIII ст. / Василь Німчук; НАН України, Ін-т української мови. — Київ; Житомир: «Полісся», 2015. — 349 с. — Назва обкл.: Історія української мови. Хрестоматія X—XIII ст. (PDF-файл)